# Alburnus leobergi
Alburnus leobergi е вид лъчеперка от семейство Шаранови (Cyprinidae). Видът е незастрашен от изчезване.

## Разпространение
Разпространен е в Русия и Украйна.

## Описание
На дължина достигат до 40,3 cm.